# Nyodes gabonensd
Nyodes gabonensd là một loài bướm đêm trong họ Noctuidae.